# 1996年热带风暴亚瑟
热带风暴亚瑟（英語：Tropical Storm Arthur）是1996年6月中旬在南、北卡罗莱纳州引发轻度洪灾的一个热带气旋，于6月16日经巴哈马以东逐渐增长的对流区发展而成，是这年大西洋飓风季第一个热带气旋和第一个获命名的风暴。系统逐渐组织，于6月17日成为热带低气压，然后向西北偏北方向移动，于7月19日在美国东南部近海成为热带风暴并获名“亚瑟”，并于当天达到风力时速75公里的最高强度。
7月20日清晨，亚瑟经小幅减弱后登陆北卡罗莱纳州。袭击该州后，风暴又回到海上并进一步弱化成热带低气压，到6月21日已转变成温带气旋。整场风暴造成的影响很小，仅在南、北卡罗莱纳州产生小雨和中浪，还在佛罗里达州催生出一场龙卷风。气旋造成的损失总额约为100万美元（1996年美元），但没有导致人员丧生。

## 气象历史
6月16日，卫星图像显示巴哈马以东有增长的对流区，估计这片对流区同东风波关联。6月17日，下层对流的组织有所改善。协调世界时下午18点，天气系统已经充分组织，成为1996年大西洋飓风季第一个热带低气压。受大西洋副热带高压脊西部边缘的下层转向气流影响，气旋起初朝西北偏北方向移动。墨西哥湾东部上空冷心低压关联的快速上层风产生强烈风切变，导致系统发展一度受阻，但6月18日时，环流中心以北还是有深层对流区发展出来。根据侦察机提供的数据，气象机构于6月19日下午19点把气旋升级成热带风暴并以“亚瑟”（Arthur）命名。
经过进一步增强，风暴达到持续风速每小时75公里的最高强度。接下来气旋逐渐转向东北，于6月20日清晨从北卡罗莱纳州了望岬附近登陆。风暴中心先后经过帕姆利科湾（Pamlico Sound）和哈特拉斯角国家海岸（Cape Hatteras National Seashore）上空，然后进入大西洋。虽然亚瑟此时的深层对流已经很少，但卫星图像表明下层环流中心仍然层次分明。气旋在哈特拉斯角（Cape Hatteras）东北方向约160公里海域降级成热带低气压，并在西向转向气流增长后加速朝东北前进。6月21日，深层对流再度增长，但不对称的结构表明亚瑟正逐渐失去热带天气系统特征。风暴的移动速度提升至每小时64公里，并于6月21日中午12点在百慕大东北偏北约560公里洋面转变成温带气旋。亚瑟的温带残留接下来36小时继续向东北移动，最终在纽芬兰岛和亚速尔群岛之间的中途海域被北大西洋上空更大规模的温带气旋吸收，随即失去踪影。

## 防灾措施和影响

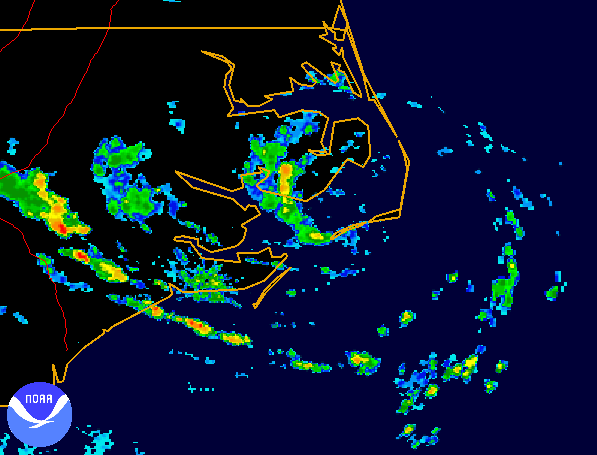
热带风暴亚瑟影响北卡罗莱纳州的雷达图像

6月18日，南卡罗莱纳州艾迪斯托海滩至北卡罗莱纳州了望岬收到热带风暴警告。此后不久，北卡罗莱纳州和弗吉尼亚州边境地区，以及帕姆利科湾和阿尔伯马尔湾（Albemarle Sound）接获热带风暴观察预警，生效范围之后还从两州边界延伸到弗吉尼亚州北安普顿县查尔斯角（Cape Charles）和弗吉尼亚海滩。到6月19日时，所有警告和预警均予中止。
佛罗里达州有一场龙卷风着陆，但没有造成人员伤亡。亚瑟的中心从南卡罗莱纳州罗曼角（Cape Romain）以东约121公里位置经过期间，当地潮汐略有上涨。北卡罗莱纳州出现2.1米高的涌浪。南卡罗莱纳州乔治敦降下149毫米雨量，比其他地点都高，但由于这些雨水并非短时间内所降，因此没有引发重大洪灾，只在路面留下少量积水。气旋还在乔治亚州和弗吉尼亚州产生降水，但雨量基本不超过76毫米。陆上测得每小时74公里的持续风速，“大西洋休伦号”（Atlantic Huron）船只于6月19日下午15点在亚瑟中心东南方面约56公里洋面测得每小时77公里的持续风速。此外，位于北卡罗莱纳州恐怖角（Cape Fear）东南方向约55.5公里的沿海自动化网络气象站测得的持续风速为每小时64公里，阵风时速达到75公里。整场风暴造成的破坏程度很轻，损失数额约为100万美元（1996年美元）。